# 軽部大
軽部 大（かるべ まさる、1969年 - ）は、日本の経営学者。専門は、イノベーション研究・経営戦略論・組織論。一橋大学大学院経営管理研究科教授兼一橋大学イノベーション研究センター教授。組織学会高宮賞、日経・経済図書文化賞受賞。

## 人物・経歴
福岡市生まれ。1993年一橋大学商学部卒業。1998年一橋大学大学院商学研究科博士後期課程修了。学位論文「潜在的生産用役の誘発と駆動のメカニズム：技術セット・経済的制度・競争構造」で、一橋大学より博士（商学）の学位を取得。審査員は、佐久間昭光・後藤晃・栗原史郎。
1998年東京経済大学経営学部専任講師、2002年一橋大学イノベーション研究センター助教授。ペンシルバニア大学ウォートン・スクールフルブライト客員研究員、ブリンマー大学フルブライト客員研究員を経て、2017年一橋大学大学院商学研究科教授兼一橋大学イノベーション研究センター教授。
1998年、論文「日米半導体産業における制度と企業戦略」により組織学会高宮賞（論文部門）受賞。2003年、論文「日米HPC産業における2つの性能進化」により組織学会高宮賞（論文部門）受賞。2012年、『イノベーションの理由』により、第55回日経・経済図書文化賞受賞。

## 著書
- 『見えざる資産の戦略と論理』（伊丹敬之と共編著）日本経済新聞社 2004年
- 『組織の〈重さ〉：日本的企業組織の再点検』（沼上幹,田中一弘,加藤俊彦,島本実と共著）日本経済新聞出版社 2007年
- 『現代の経営理論』（伊藤秀史,沼上幹,田中一弘と共編）有斐閣、2008年
- 『イノベーションの理由』（武石彰,青島矢一と共著）有斐閣 2012年
- 『関与と越境：日本企業再生の論理』有斐閣 2017年